# Grue (constellation)
Grus
Pour les articles homonymes, voir grue.
La Grue est une constellation de l'hémisphère austral, située juste en dessous du Poisson austral.

## Histoire
D'après Ian Ridpath (en), la Grue est une des douze constellations introduites à la fin du XVIe siècle par les navigateurs et explorateurs néerlandais Pieter Dirkszoon Keyser et Frederik de Houtman à la suite de leurs observations du ciel austral.
La constellation est représentée pour la première fois sur un globe céleste par Petrus Plancius et Jodocus Hondius en 1598 sous les noms de Krane et Grus, « Grue » respectivement en néerlandais et en latin.
Houtman la désigne Den Reygher (« le Héron » en néerlandais) dans son catalogue d'étoiles du ciel austral paru en 1603 mais Johann Bayer adopte la désignation Grus dans son Uranometria, premier atlas céleste à cartographier le ciel austral, qui paraît la même année à Augsbourg. Ultérieurement, la constellation est désignée Phoenicopterus (« le Flamant » en latin) par Paulus Merula, bibliothécaire de l'université de Leyde, dans sa Cosmographiae Generalis qui paraît en 1605. Phoenicopterus est repris sur un globe céleste fabriqué par Pieter van den Keere en 1625.
La constellation est composée d'étoiles situées au sud du Poisson austral. Certaines de ses étoiles ont vraisemblablement relevé de celui-ci. C'est notamment le cas de l'étoile aujourd'hui connue comme γ Gruis : d'une part, l'Almageste de Ptolémée la répertorie parmi les étoiles du Poisson austral ; d'autre part, Aldhanab, son nom traditionnel, provient de l'arabe الذنب (al-ḏanab) qui signifie « la Queue ».
L'abréviation « Gru » a été adoptée par l'Union astronomique internationale (UAI) en 1922. Ses limites ont été fixées par l'UAI à la suite des travaux d'Eugène Delporte parus en 1930. Elle a la forme d'un hexagone dont les sommets sont les points suivants :
| Ascension droite           | Déclinaison  | Commentaires |
| -------------------------- | ------------ | ------------ |
| 23h 20m 00s (320° 00′ 00″) | -37° 00′ 00″ | —            |
| 21h 20m 00s (350° 00′ 00″) | -37° 00′ 00″ | —            |
| 21h 20m 00s (350° 00′ 00″) | -57° 00′ 00″ | —            |
| 22h 00m 00s (330° 00′ 00″) | -57° 00′ 00″ | —            |
| 22h 00m 00s (330° 00′ 00″) | -50° 00′ 00″ | —            |
| 23h 20m 00s (320° 00′ 00″) | -50° 00′ 00″ | —            |

## Observation des étoiles

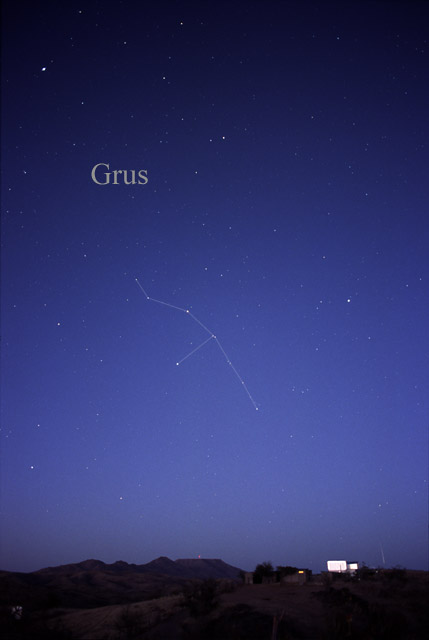
Constellation de la Grue.

Visibilité nocturne de la constellation.

### Localisation de la constellation
La Grue est située sur un grand alignement qui passe par l'Aigle et le Capricorne d'un côté, et s'achève sur Achernar de l'autre.
Localement, elle se repère par ses deux étoiles brillantes (α et β Gru) qui pointent sur le Phénix (α Phe), et forment avec cette étoile un grand triangle presque équilatéral de ~20° d'arête avec Fomalhaut, du Poisson austral.

### Forme de la constellation
La forme est assez facile à tracer: les étoiles sont isolées et régulièrement réparties ; mais il faut de bonnes conditions de visibilité (mag 5) pour bien voir tous les détails.
La constellation se développe autour de deux directions principales, qui se croisent sur β Gru.
- α et β Gru forment l'aile Ouest de la grue. L'aile Est est marquée par ι Gru, dans le même alignement, et θ Gru, plus faible et plus au nord. Les deux ailes se referment au nord par δ Gru, étoile faible dans l'axe du corps.
- Côté sud, la « queue » de la Grue est marquée par un petit triangle formé par ε Gru (la plus lumineuse, dans l'axe du corps), ζ Gru (à l'Est) et η Gru (la plus faible, à l'Ouest).
- Côté nord, la "tête" est marquée par un alignement régulier qui part de β et δ1δ2 (les attaches des ailes) et continue sur μ1μ2, λ, et enfin δ Gru, relativement plus brillante.

### Voisinage de la constellation
La direction du « cou » pointe sensiblement sur les sabots du Capricorne vers le nord, et sur Achernar vers le sud.

## Étoiles principales

### Al Na'ir (αGruis)
L'étoile la plus brillante de la constellation est Al Na'ir (α Gru) dont le nom signifie justement la brillante 
en arabe. Avec une magnitude apparente de 1,73, il s'agit de la 32e étoile la plus brillante de la voûte céleste.
Al Na'ir est une sous-géante bleue, environ 3 fois plus grande que le Soleil. Elle tourne également rapidement sur elle-même, 120 plus vite que ce dernier, à environ 250 km/s à l'équateur.
C'est également une étoile double, son compagnon n'étant que de magnitude 12,3.

### δ Gruis
δ Gruis est une étoile double qui peut être résolue à l'œil nu.
δ1 Gru est une géante jaune de magnitude 3,97 et δ2 Gru une géante rouge de magnitude 4,11.
Elles sont cependant éloignées l'une de l'autre par 30 années-lumière et n'ont aucune interaction entre elles : c'est ce qu'on appelle une double optique.

### Autres étoiles
β Gruis, la deuxième étoile de la constellation, est juste un peu moins lumineuse qu'Al Na'ir (magnitude 2,13).
μ Gruis, de la même façon que δ Gruis, est une étoile double qui peut être vue comme telle à l'œil nu. Ses composantes sont de magnitude 4,84 et 5,11.
θ Gruis est une étoile triple.

## Objets célestes
La constellation de la Grue est relativement pauvre en objets du ciel profond. On y trouve cependant quelques galaxies notables comme NGC 7424, une galaxie spirale intermédiaire vue de face, et le Quatuor de la Grue, un groupe de quatre galaxies (NGC 7552, NGC 7582, NGC 7590 et NGC 7599) liées entre-elles gravitationnellement. La plus brillante (NGC 7582) possède une magnitude apparente de 10,6. Notons aussi IC 5273, une galaxie spirale riche en régions HII.
La constellation abrite également la nébuleuse planétaire IC 5148 (IC 5150), dite de la Roue de secours (Spare Tyre nebula) par les anglophones.